# Juan Manuel Grau Berrío
Juan Manuel Grau Berrío (Cartagena de Indias, 15 d'agost de 1799 - Valparaíso, Xile, 30 de novembre de 1865) va ser un militar colombià, que va lluitar a la guerra de la independència del Perú. Es va establir al Perú i es va naturalitzar peruà. Fill de Francisco Grau i Girona, natural de Sitges, Catalunya, i Mariana Josefa Casiana Berrio i Pérez, de Cartagena de Indias, filla, al seu torn, d'un fiscal de la Reial Audiència de Santafé de Bogotà. Juan Manuel fou pare de l'almirall Miguel Grau Seminario.

## Arribada al Perú
El 1822 va arribar al Perú formant part de l'exèrcit auxiliar de Colòmbia, que va ser la primera avançada del corrent alliberador del nord al Perú, comandada per Bolívar. El 1823 va prendre part en la Segona campanya d'Intermedios. El 1824 va lluitar a les batalles que van segellar la independència d'Amèrica: Junín i Ayacucho. Va arribar fins al grau de tinent coronel. Anys més tard, la prefectura d'Arequipa el va gratificar amb dos mil pesos, reconeixent així els seus serveis.
Es va enrolar després a l'exèrcit del Perú i va intervenir en la campanya de Guayaquil, durant la guerra grancolombo-peruana de 1828-1829, en la qual va combatre, es podria dir, contra el seu país natal. Acabat aquest conflicte, es va establir a Piura, ciutat del nord peruà, on es va casar amb Antonia Otero. El començament de la seva vida conjugal el va portar a abandonar el servei militar i a dedicar-se al comerç. Va tenir també una relació amb María Luisa Seminario y del Castillo, dama piurana de família benestant, que estava casada amb el també tinent coronel colombià Pío Díaz (que en aquells dies es trobava al seu país d'origen). D'aquesta unió extra-marital entre Juan Manuel Grau i María Luisa Seminario van néixer Enrique Federico (1831), María Dolores Ruperta (1833), Miguel María (1834) i Ana Joaquina Jerónima del Rosario (1835).

## Guerra entre Perú i Bolívia
Quan el 1841 va esclatar la guerra entre Perú i Bolívia i es va produir la derrota peruana a Ingavi, Juan Manuel va creure que havia de tornar a l'exèrcit per defensar la seva segona pàtria. Va escriure a Lima al seu vell cap i amic, el general Antonio Gutiérrez de la Fuente, que era general en cap de l'Exèrcit del Nord, demanant-li una col·locació en files. La resposta va ser favorable. El general Gutiérrez de la Fuente, en carta del 6 de gener de 1842, va expressar al tinent coronel Grau que acceptava els seus serveis "amb entusiasme" i el va cridar a la capital.
El juliol de 1842, es va incorporar a la Secretaria del general Gutiérrez de la Fuente, qui el destinà a Ayacucho. Al juny es va celebrar la pau amb Bolívia, però al Perú es va desancadenar la guerra civil i l'anarquia.
El novembre de 1842, el general Francisco de Vidal, un dels governants efímers de l'anarquia, va nomenar a Juan Manuel vista de duana a Paita, port a la costa de Piura. Va ser en aquesta època quan va donar permís al seu fill Miguel, llavors encara un nen, perquè s'iniciés en la marina mercant.

## Vida civil
Superada l'etapa de guerra i anarquia, va reprendre les seves activitats comercials. El 1853 va aconseguir que, en atenció als seus mèrits militars i lleials serveis prestats al Perú, el Congrés de la República del Perú, li assignés al seu favor una pensió de gràcia, per a tota la vida, de quaranta pesos mensuals. Aprovada a la Cambra de diputats l'atorgament d'aquesta pensió, la Comissió Militar del Senat la va aprovar, igualment, amb una honorable opinió, en què es va qualificar a Juan Manuel Grau com a "vell soldat de la independència americana".
El juliol de 1865, va ser comissionat pel president Juan Antonio Pezet perquè viatgés a Valparaíso, amb un encàrrec especial per al seu fill Miguel Grau, llavors comandant de la corbeta Unión. Pezet volia que el ja destacat marí romangués lleial al seu govern, amenaçat llavors per la revolució nacionalista del coronel Mariano Ignacio Prado, i va pensar que el seu pare el podria convèncer. Grau, que ja s'havia decidit per la causa revolucionària, es va negar amb respecte a la comanda del seu pare, adduint que havia de seguir les seves pròpies conviccions. El ja ancià Juan Manuel, que es trobava malalt, va morir pocs mesos després, estant encara a Valparaíso.
En 1874, les seves restes van ser repatriades pel seu fill Miguel.